# Lac 3.1416
Le lac 3.1416 est un plan naturel d'eau douce situé dans la municipalité de Rivière-aux-Outardes, appartenant à la municipalité régionale de comté (MRC) de Manicouagan, dans la région administrative de Côte-Nord, au Québec, au Canada. 

## Géographie
Ce lac a une superficie d’environ 65,3 ha.

## Toponymie
Le toponyme Lac 3.1416 a été officialisé le 29 mars 1996 par la Commission de toponymie du Québec, en référence à un camp appartenant à trois villégiateurs, dont les dimensions étaient de 14 pieds de large par 16 pieds de long. Ce nom était en usage depuis la fin des années 1980, malgré le fait qu'il n'ait été officialisé qu'en 1996.